# Oneeke
Oneeke es la más pequeña de las islas que conforman Kuria, al norte de las islas Gilbert, pertenecientes a la República de Kiribati. Está separada de Buariki, la isla más grande, por un canal estrecho. Un arrecife de coral se extiende desde la isla.
- Datos: Q7093628